# Balbriggan
Balbriggan en irlandès Baile Brigín és una ciutat d'Irlanda, al comtat de Fingal (àrea del Gran Dublín), a la província de Leinster. Es troba a 32 kilòmetres de Dublín. És la ciutat que es troba més al nord del comtat de Dublín/Fingal (encara que la vila de Balscadden està més al nord en el comtat), i està situada molt a la vora de Bettystown, Laytown (Comtat de Meath) i Drogheda (Comtat de Louth). El nom significa «vila de Brecan» o «vila de les petites colines»)
Entre les escoles de la ciutat hi ha la Gaelscoil Bhaile Brigín (escola primària en irlandès), i està previst cap al 2014 obrir una Gaelcholáiste (escola secundària en irlandès).

## Història
Durant la nit de l'11 al 12 de desembre de 1920, enmig de la guerra angloirlandesa, un grup de Black and Tans cremà la vila de Balbriggan i destruí 5 cases, una fàbrica i quatre edificis públics.

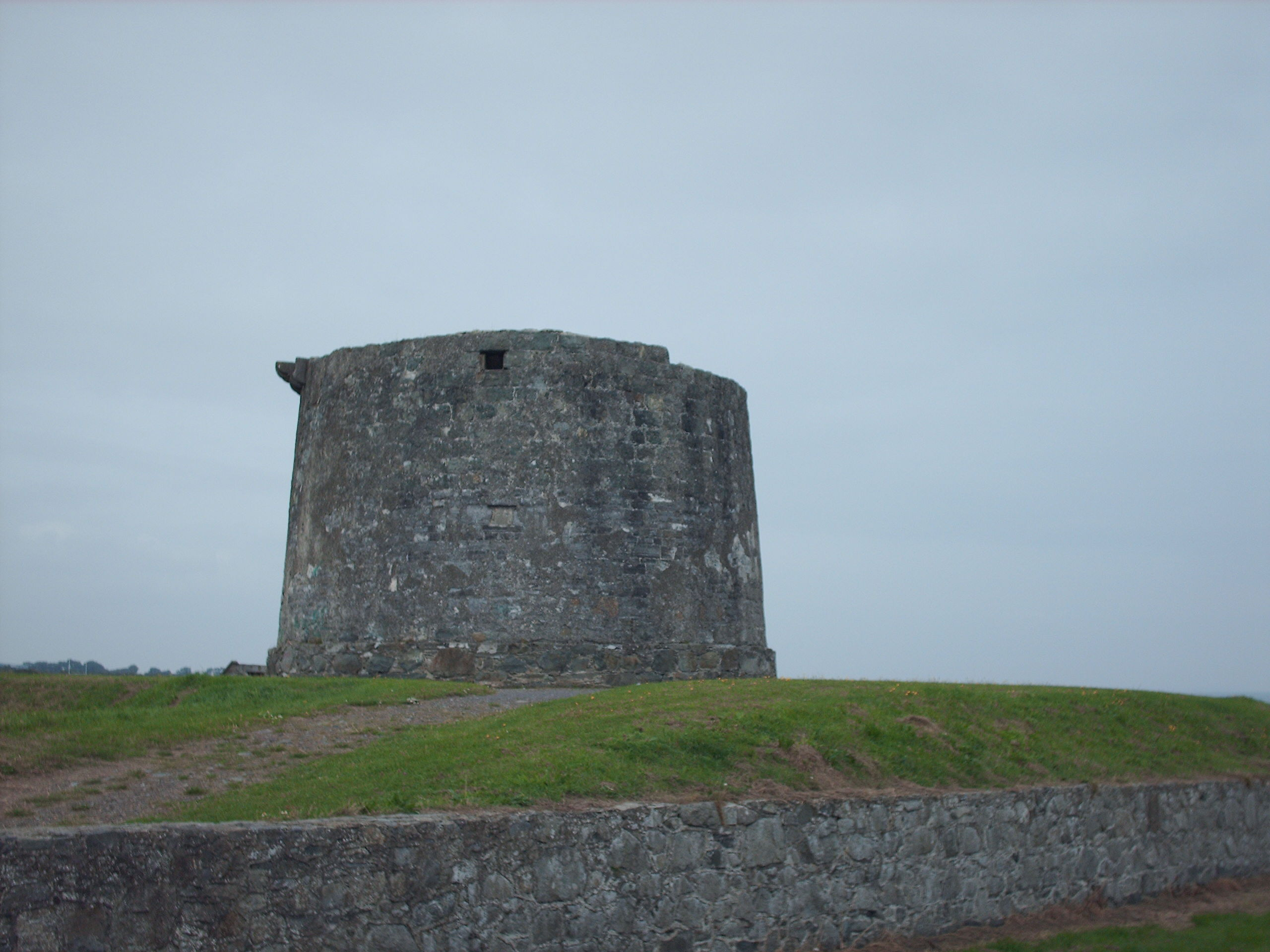
Torre Martello a Balbriggan